# Johnson Creek
Johnson Creek är en ort i Jefferson County, Wisconsin, USA.